# Dolina Suchej Wody Gąsienicowej

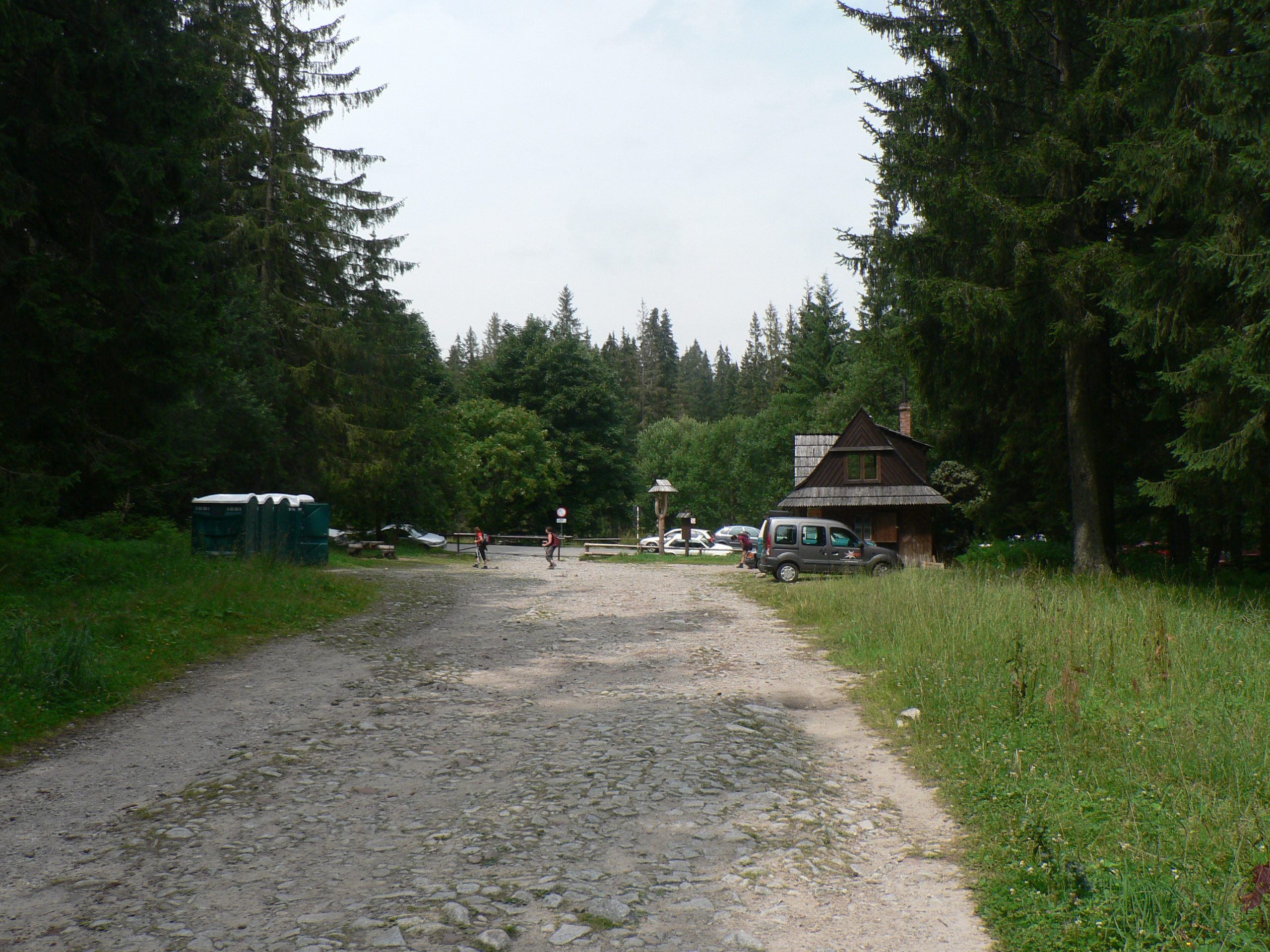
Výstup z údolí na cestě Oswalda Balzera v Brzezinách

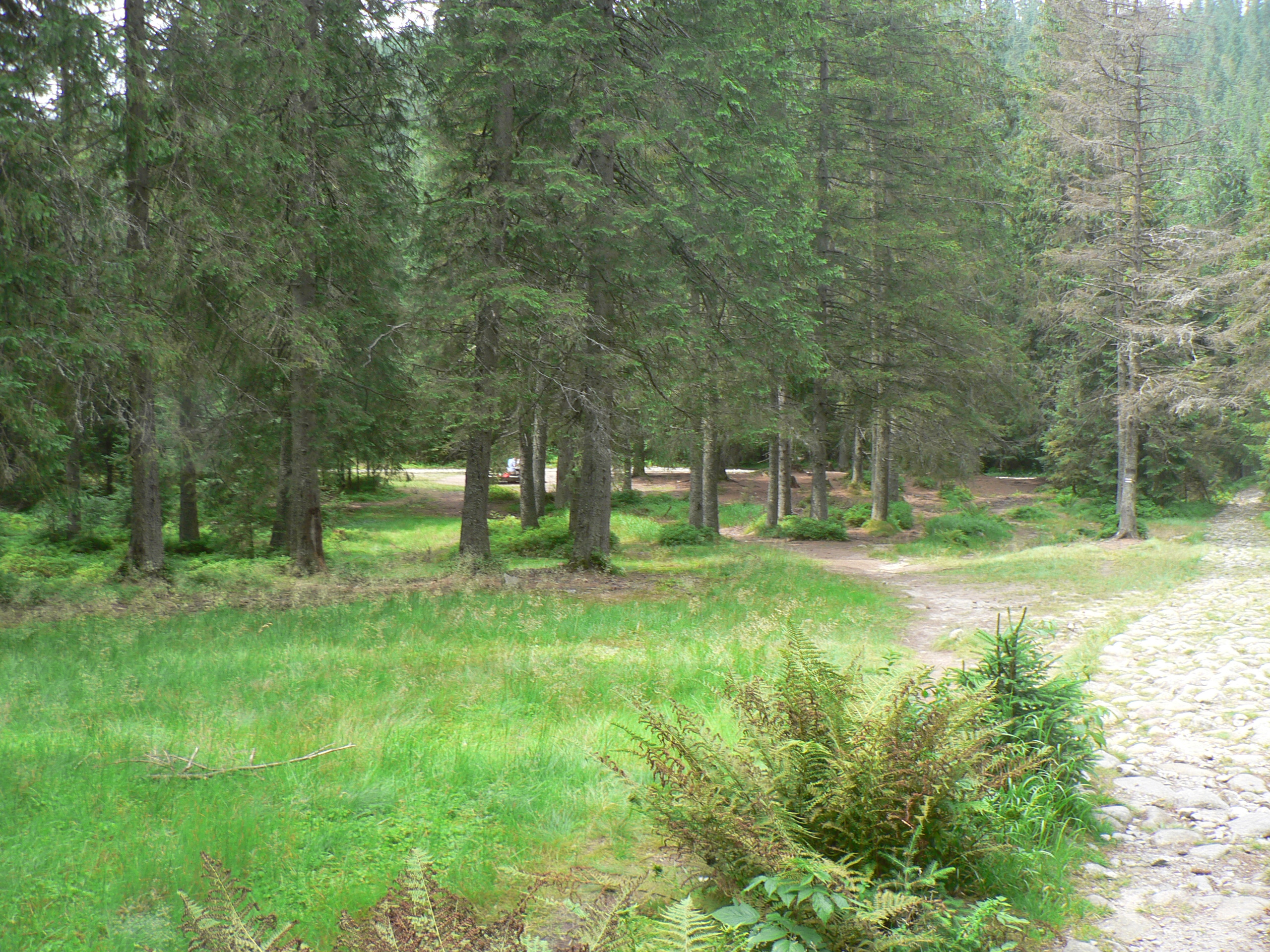
Psia Trawka – křižovatka cest v dolní části údolí

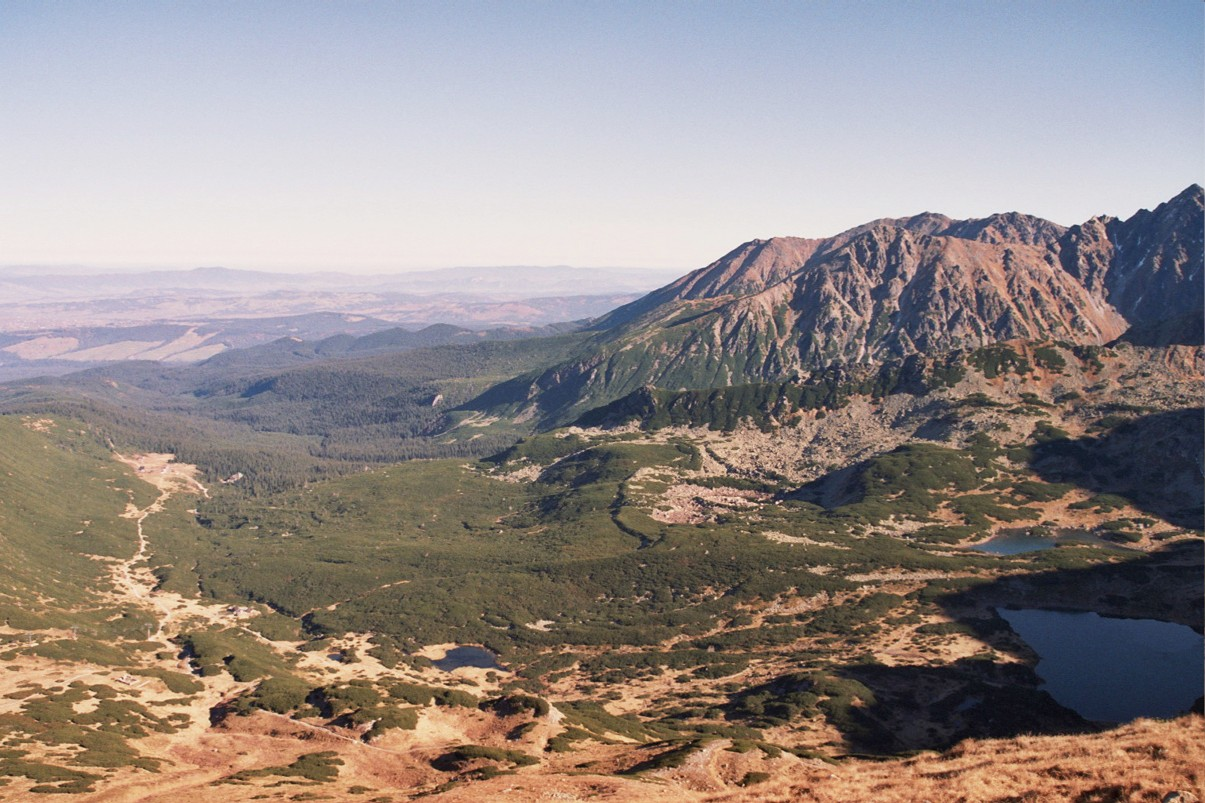
Dolina Gąsienicowa – horní část údolí Doliny Suchej Wody

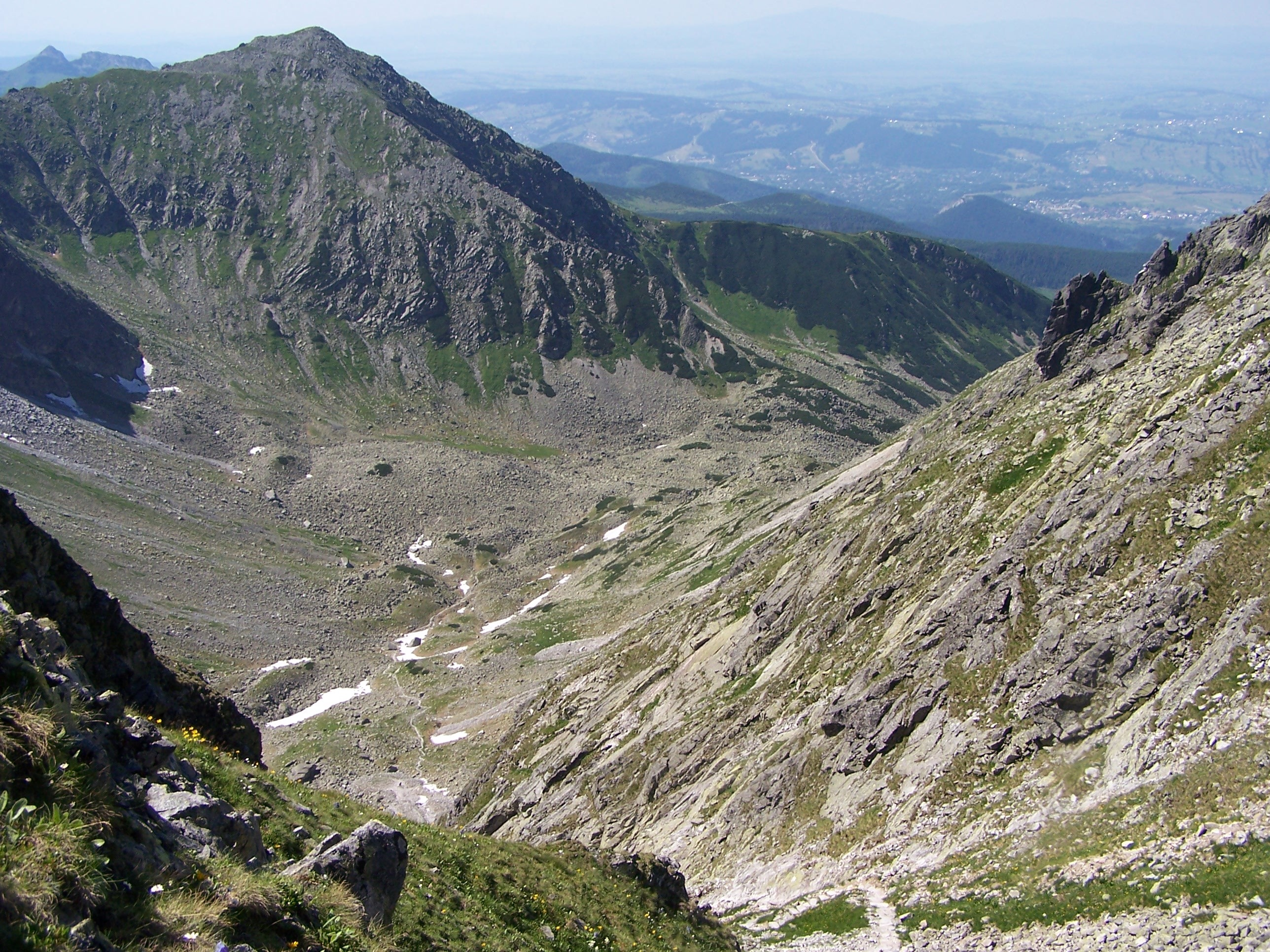
V horním patře údolí Pańszczyca

Dolina Suchej Wody Gąsienicowej nebo zkráceně Dolina Suchej Wody, česky údolí Suché vody (slov. dolina Suchej vody, něm. Suchawodatal, maď. Sucha-woda-völgy) je jedno z polských horských údolí Tater, ležící na severní straně hlavního hřebene. Údolím prochází hranice mezi Vysokými a Západními Tatrami (od Ľaliového sedla korytem potoka Suchá voda). Název údolí pochází od potoka Sucha Woda (Suchá voda), kterého koryto – jak již název napovídá – je na dlouhých úsecích obvykle suché a voda teče podzemními proudy.

## Topografie
Oblast údolí zaujímá plochu cca 21 km² a jeho délka je v Tatrách asi 8 km. Horní a střední část údolí Suche Wody je ohraničena:
- ze severozápadní strany: severovýchodním hřebenem Kasprova vrchu a jeho pokračováním zvaným Królowy Grzbiet (Královský hřeben).
- Z jihu: hlavní hřeben Tater od Kasprova vrchu po Svinici a dále východním hřebenem Svinice po horu Koszystą (Košista).
- z východu: hřebenem Koszystej a horou Ostry Wierch Waksmundzki.

V nejnižší části je velice obtížné definovat hranici údolí. Vytvářejí je zde nízké hřebeny a morénové náspy. Nejsevernější kopce, které ohraničují údolí, jsou Kotlinowy Wierch (na západní straně) a Kobyła (na východní straně). Na východní straně jezera Toporowy Staw Niżni potok Sucha voda mění směr od severu k severovýchodu a teče trochu jižněji od cesty Oswalda Balzera, přes vzdálenost větší než 1 km (až na místo zvané Wawrzeczkową Cyrhlę) a tvoří přirozenou hranici mezi Tatrami a Podtatranskou brázdou.
Ve výšce asi 1157 m n. m. (místo přítoku potoka Pańszczycki do Suché vody) se údolí dělí na: Dolinu Gąsienicowu a na Dolinu Pańszczycu.

## Popis údolí
Dolina Suchej Wody patří mezi ledovcová údolí. Je složena převážně z granitoidů a v části Západních Tater ze sedimentárních hornin v typickém třípatrové systému. Některé z bohaté přehlídky ledovcových tvarů, jako jsou morény, kary, pánve jezer, oblíky jsou pokryty klečí a smrkovým lesem. Spodní část mírně klesá směrem k severu, s dobře zachovaným borovicovým lesem. Dokonale tvarovaný morénový amfiteátr v údolí popsal již v roce 1847 Ludwik Zejszner.
V údolí jsou silně vyvinuté krasové útvary. Voda protéká podzemní toky a končí v ponorech, a to nejen v Suchém potoce, ale také v jeho přítocích: Czarny Potoku a Pańszczyckim potoku, vytékajících pak ve vzdálených vyvěračkách. Vodní toky tečou někdy v rozporu s terénem – je tady hodně tzv. suchých vod. Část vod z údolí je odváděno vyvěračkami v dalších údolích, např. Goryczkowe Wywierzysko, vyvěračku Jaskini Kasprowej Niżniej a vyvěračku Wywierzysko Olczyskie. V údolí se nacházejí dále také vrchoviště (typ rašeliniště) s klečí, z nichž jedno má mocnost 5,8 m.
Ve spodní části údolí jsou dvě malá morénová jezera – Toporowy Staw Wyżni a Toporowy Staw Niżni.

## Turistika
Na Hale Gąsienicowe byla v letech 1921–1925 postavena chata „Murowaniec”. Kvůli ní byla v letech 1921–1923 postavena zpevněná cesta (uzavřena pro automobily, používá se mimo jiné k zásobování). Ostatní budovy v údolí jsou výcvikové základny horolezců – "Betlejemka" lesovna TPN – "Księżówka", meteorologická měřicí stanici PAN, strážní domek TPN "Gawra" a několik pastýřských salaší. V údolí Dolina Suchej Wody na cestě k "Murowanici", na místě zvaném Rąbaniski, stál letní kemp PZA (Polského horolezeckého svazu), zlikvidovány 20. srpna 2009. Údolím a jeho větvemi vede několik turistických cest.

## Turistické stezky
V pravé dolní části údolí Doliny Suchej Wody prochází dvě cesty:
 – černá značka z Brzeziny před Psią Trawkę k chatě „Murowaniec”. Čas: 2:15 h, ↓ 1:45 h. Tato cesta je také sjízdná na jízdních kolech.
 – červená značka z Toporowa Cyrhla přes Psią Trawkę, Waksmundzką Polanu a Wodogrzmoty Mickiewicza na Morskie Oko a dále na Rysy. Doba přechodu
z Toporowa Cyrhla na Psią Trawkę: 1:10 h, zpátky 1 h.